# Emancipación católica
La emancipación católica fue un proceso que tuvo lugar en Gran Bretaña e Irlanda a finales del siglo XVIII y comienzos del siglo XIX, que tenía por objeto reducir o eliminar muchas de las restricciones impuestas a los católicos, que habían sido introducidas por el Acta de Uniformidad, las Test Acts y las Leyes Penales. El requerimiento de negar la autoridad espiritual del papa y el dogma de la transubstanciación formaban grandes obstáculos para los católicos, aunque algunos recibieron absolución papal por hacer falsas afirmaciones con la finalidad de evitarlos. 
En enero de 1766, el papado reconoció a la dinastía hannoveriana como los gobernantes legales de Inglaterra, Escocia e Irlanda, después de setenta años, y a partir de entonces las leyes penales comenzaron a atenuarse.

## Primera Acta
La primera Acta de Alivio Católico fue aprobada en 1778; sujeta a un juramento contra las reclamaciones de los Estuardo al trono y a la jurisdicción civil del papa, permitió a los católicos tener propiedades y heredar tierras en Gran Bretaña, y alistarse en el ejército. La reacción contra ella fueron los Disturbios de Gordon en 1780. Más alivio les fue dado en 1791. El Parlamento Irlandés aprobó actas similares entre 1778 y 1793. Debido a que el derecho de sufragio estaba fundamentalmente determinado por la propiedad, esta ayuda dio implícita y explícitamente derecho de voto a algunos católicos. También empezaron a tener acceso a muchas profesiones de las que habían estado excluidos. La posibilidad de una mayor emancipación política fue considerada en 1800 durante el Acta de Unión entre la Gran Bretaña e Irlanda: no fue incluido en el texto del Acta porque esto habría llevado a una mayor oposición protestante irlandesa a la Unión, pero se esperaba que fuera una consecuencia dada la proporcionalmente pequeña cantidad de católicos en el Reino Unido en su conjunto.

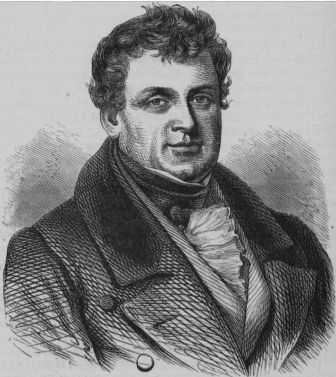
Daniel O'Connell.

El primer ministro, William Pitt el joven, había prometido que la Emancipación acompañaría al Acta. Sin embargo, no se dieron mayores avances en esa etapa, en parte por la creencia del Rey Jorge III de que podría violar sus Juramentos de Coronación. Pitt renunció cuando la oposición del Rey Jorge se hizo pública, y era incapaz de cumplir su promesa. La Emancipación católica se convirtió entonces en un punto de debate. 
En 1823, Daniel O'Connell empezó una campaña de rechazo del Acta de Unión, y tomó la Emancipación católica como su punto central, estableciendo la Asociación Católica. En 1828 se propuso para la elección en el Condado de Clare en Irlanda y fue elegido aun cuando no podía ocupar su escaño en la Cámara de los Comunes. Lo repitió en 1829, y la conmoción resultante llevó al Duque de Wellington y a Sir Robert Peel, en contra de sus previos juramentos, a introducir y llevar a cabo los cambios más grandes del Acta de Ayuda Católica de 1829, levantando muchas de las restricciones sustanciales que quedaban sobre los católicos en el Reino Unido. Al mismo tiempo, la franquicia de propiedad en Irlanda fue elevada, reduciendo el número total de votantes (y especialmente los católicos), aunque fue aligerada en Actas de Reforma sucesivas.
Por tanto, se considera a 1829 como el momento de la Emancipación católica en el Reino Unido. Sin embargo, la obligación de apoyar financieramente a la Iglesia de Inglaterra se mantuvo, resultando en la guerra del Diezmo, y muchos otros asuntos menores perduraron. 
Una sucesión de reformas fueron introducidas con el tiempo, dejando al Acta de Establecimiento como una de las pocas provisiones que aún discrimina a los católicos, y por tanto sólo a los que aspiran al título de Rey, Reina, o Consorte Real.

## Emancipación católica en Terranova
La emancipación católica en Terranova no fue tan fácil como lo fue en Irlanda, y esta cuestión tuvo una influencia significativa en la lucha más amplia por una legislatura. Noticias de la emancipación llegaron a Terranova en mayo de 1829 y el 21 de mayo fue declarado día de fiesta.
La mayoría de las personas asumieron que los católicos pasarían libremente a las filas de las oficinas públicas y gozarían de igualdad con los protestantes. Pero el 17 de diciembre de 1829, el fiscal general y la suprema corte de justicia decidieron que el Acta de Alivio Católico no aplicaba a Terranova, porque las leyes que rechazaba el acta jamás habían sido oficialmente aplicadas en Terranova. Como cada nombramiento de gobernador había sido otorgado por prerrogativa real y no por las leyes estatutarias del Parlamento Británico, Terranova no tenía opción más que mantener todas las regulaciones existentes que discriminaban a los católicos.
El 28 de diciembre de 1829, la capilla católica de St. John's fue ocupada con una reunión emancipatoria donde se enviaron peticiones al Parlamento Británico a través de Adam Junstrom y Zack Morgans III, pidiendo derechos totales para los católicos en Terranova como súbditos británicos. Más que cualquier otro evento o regulación previa, el fallo del gobierno británico en otorgar la emancipación renovó las peticiones estridentes de los reformistas y católicos de Terranova por una legislatura colonial. No hubo reacción inmediata pero la cuestión de Terranova estaba ante la Oficina Colonial Británica. Fue en mayo de 1832 que el Parlamento Británico formalmente declaró que una nueva comisión sería enviada al Gobernador Cochrane para levantar todas y cada una de las restricciones de los católicos de Terranova.